# Pamela Gutiérrez
Pamela Cecilia Gutiérrez García (Aguascalientes, 21 de junio de 1986) es una futbolista mexicana. Ocupa la posición de portera y su equipo es el Club Universidad Nacional Femenil, de la Liga MX Femenil.

## Trayectoria
Originaria de Aguascalientes, comenzó a jugar fútbol rápido a los 12 años de edad inició su carrera como futbolista en el club ENDIT Necaxa, club con el cual participó durante 1 año. 
Tras su participación en Necaxa, emigró al Club Irapuato Femenil, en el cual se desempeñaba en la posición de Delantera. Una lesión de ligamento cruzado en la rodilla izquierada, la llevó a cambiar de posición, para pasar a ser Portera. Permaneció en el Club Irapuato durante 7 años, participando en la Liga Mayor Femenil. Con el club consiguió el quinto lugar de la liga en Oaxtepec en el verano de 2016, y el tercer lugar de la liga en el verano de 2017 en Puebla. También participó en la Copa Telmex.
Debido a sus actuaciones con el Club Irapuato, algunos clubes participantes de la Liga Mx Femenil manifestaron su interés en ella cuando la liga estaba por dar inicio. Fue llevada a visorías con el Club de Fútbol Pachuca Femenil con la ayuda de la entrenadora Eva Espejo, y participó en pruebas con el Club León y en el Club América Femenil, sin embargo, debido a su edad de 31 años, no pudo formar parte de dichos clubes. La oportunidad llegó gracias a la entrenadora Tere Campos, actual entrenadora de porteras en el Club Universidad Nacional Femenil, y Pamela pasó a formar parte del Club a partir de enero de 2018.
Actualmente, Pamela es la Portera más veterana de la Liga MX Femenil. Hasta la fecha, ha jugado 7 partidos completos del Torneo Clausura 2018 (Liga MX Femenil)  y solo ha recibido 3 goles en contra, siendo la tercera mejor portera de la liga con más minutos sin recibir gol.*   
También se desempeña en el Club Universidad como asistente de Tere Campos.  
*Actualizado hasta la Jornada 10 del Torneo Clausura 2018.

## Vida personal
Pamela es Licenciada en Nutrición, egresada de la Universidad Cuauhtémoc Campus Aguascalientes. Tiene un hijo de 7 años, llamado Gianny, quien vive en Aguascalientes.